# Vila Wagner
Vila Wagner je zgrada u mjestu i općini, Samobor. Zaštićeno je kulturno dobro.

## Opis
Slobodnostojeća jednokatnica, okružena perivojem, sagrađena je 1891. g. na parceli koja se pruža duž sjeverne strane Langove ulice. Početkom 20. stoljeća dograđeno joj je stražnje prizemno krilo. Katni volumen pravokutnog tlocrta s altanom na prednjoj južnoj strani i rizalitnim istakom na stražnjoj strani zaključen je četverostrešnim krovištem. Unutarnji prostor podijeljen je na reprezentativni dio orijentiran na park s južne strane i gospodarski stražnji dio. U pročeljnoj artkulaciji dominiraju prozori prizemlja svojom arhitektonskom plastikom koju čine profilirani okviri, klupčice i nadstrešnice. Značajan je primjer vile s kraja 19. stoljeća na području Samobora.

## Zaštita
Pod oznakom Z-4731 zavedena je kao nepokretno kulturno dobro - pojedinačno, pravna statusa zaštićena kulturnog dobra, klasificirano kao "profana graditeljska baština".